# Rufio
Rufio é uma banda de hardcore melódico / Pop Punk dos Estados Unidos formada em 2000 em Rancho Cucamonga, Califórnia.

## História
As redondezas de Los Angeles sempre trouxeram grandes bandas. Esta é mais uma para adicionarmos a este grupo de elite. Rufio veio de uma pequena cidade chamada Rancho Cucamonga e se juntaram primeiramente para tocar covers de bandas de Punk Rock que eles gostavam de ouvir, algum tempo depois começaram a compor músicas de autoria própria. O nome da banda foi inspirado em um personagem da fabula de Peter Pan.
Logo que começaram  a compor já estavam com versos, refrões e melodias prontas, e depois de alguns meses foram a um estúdio local e gravaram 5 músicas em apenas um dia. Com estas 5 músicas em mãos, disponibilizaram elas no site MP3.com e fizeram cópias de cds para dar aos amigos. Logo começaram a receber pedidos para tocar em shows, pedidos de CDs, começaram a baixar as músicas deles aos milhares no MP3.com. Jon, baixista da banda, disse: "De repente as coisas começaram a acontecer, não sabíamos nem como as pessoas conseguiam nosso contato. Acho que as pessoas gostaram bastante das mp3, além do fato de termos um asiático na banda (Clark), este último com certeza nos ajudou muito". Seis meses depois do lançamento da demo com as 5 músicas, e tocando vários shows locais, a gravadora The Militia Group entrou em contato, oferecendo a gravação de um CD.
O resultado deste CD ("Perhaps", "I Suppose"...) foi simplesmente inesperado. Milhares de cópias vendidas em apenas algumas semanas. O álbum foi um dos mais vendido no Interpunk.com. As vendas deste álbum hoje ultrapassam 100.000 cópias.
Hoje com 5 CDs lançados e participações em diversas coletâneas, shows e turnês em diversos países ao lado de bandas como MXPX e Mest, o Rufio sofreu alterações em sua formação. Hoje a formação é Taylor no baixo, Clark Domae na guitarra, Terry na bateria e Scott Sellers no vocal/guitarra.
Jon Berry (ex-baixista) e Ryan (ex-guitarrista) tem um projeto paralelo (Runner Runner). Na última turnê que fizeram pelo Brasil com o Rufio, distribuíram demos da nova banda. O Runner Runner conquistou o seu espaço pelo som diferente. No final de 2011 Scott montou um projeto paralelo chamado Mercy Street, a banda lançou apenas uma demo com algumas canções, a musicalidade da banda foi considerada idêntica ao do Rufio por muitos fãs, o que não foi positivo para o grupo que durou apenas dois anos.
Rufio é conhecido pela proximidade com os seus fãs, inclusive boa parte deles são daqui no Brasil, outra coisa que destaca a banda é a sonoridade das músicas, como a da bateria rápida e as guitarras sempre harmoniosamente bem trabalhadas.
As canções da banda Rufio geralmente abordam temas como relacionamentos conturbados, religião e busca por espiritualidade, o que faz da banda um ícone no gênero Pop Punk.

## Membros
- Scott Sellers - vocais, guitarra
- Jon Berry - baixo
- Clark Domae - guitarra
- Terry Stirling Jr. - bateria

## Antigos membros
- Nathan Walker - bateria
- Mike Jimenez - bateria
- Taylor Albaugh - baixo

## Discografia

### Álbuns
- Perhaps, I Suppose... (lançado em 2001 pela The Militia Group)
- MCMLXXXV (lançado em 2003 pela Nitro Records) #168 US Billboard 200[1]
- The Comfort of Home (lançado em 2005 pela Nitro Records) #199 US Billboard 200
- Anybody Out There (lançado dia 27 de julho de 2010 pela The Militia Group)

### Singles & EPs
- Rufio EP (lançado em 2003 pela Nitro Records)
- Above Me (Acoustic) 7" (lançado em 2007 na Farewell Tour na América do Sul)
- The Loneliest EP (lançado em 19 de janeiro de 2010)